# Taxe occulte
Die Taxe occulte (auch Schattensteuer genannt) entsteht vor allem bei den von der Schweizer Mehrwertsteuer ausgenommenen Umsätzen. Da bei diesen Umsätzen die Vorsteuer nicht abgezogen werden kann, lastet auf dem für die Erbringung solcher Umsätze nötigen Sachaufwand eine Schattensteuer. Sie entsteht aber auch bei an sich steuerbaren Leistungen, wenn diese mit Subventionen oder Spenden mitfinanziert werden; in diesem Fall muss der Empfänger der Subvention oder Spende nämlich den Vorsteuerabzug kürzen.
Die Taxe occulte beläuft sich bei einem Steueraufkommen von 18 Milliarden Franken auf knapp 6 Milliarden Franken. Die Schattensteuer ist im Verkaufspreis enthalten und wird auf den Abnehmer überwälzt.

## Quelle
- Rohstoff 2 (PDF; 26 kB), Eidgenössisches Finanzdepartement EFD, 17. Januar 2008